# Чухрий, Сергей Александрович
Сергей Александрович Чухрий (5 февраля 1985, СССР) — российский футболист, бывший игрок в мини-футбол клуба «Тюмень» и сборной России по мини-футболу; тренер. Мастер спорта (2013).

## Биография
В 2005 году Чухрий играл в Высшей лиге за нижневартовский клуб «Энергия». В ноябре он сменил клуб на нефтеюганскую «Сибирь». Окончив в ней сезон, Сергей перешёл в клуб Суперлиги «Тюмень».
Несколько лет Чухрий не мог закрепиться в основе тюменской команды, периодически выступал за её фарм-клуб «Тобол-Тюмень-2», но со временем стал одним из ключевых игроков обороны сибирской команды. В 2010 году он помог сибирякам выиграть первые медали чемпионата в их истории.
В сентябре 2011 года Чухрий дебютировал в составе сборной России по мини-футболу в товарищеском матче против сборной Португалии.
В июне 2015 года перешёл в новосибирский Сибиряк.

## Достижения
- Серебряный призёр Чемпионата России по мини-футболу 2010